# Synagoge (Hechingen)

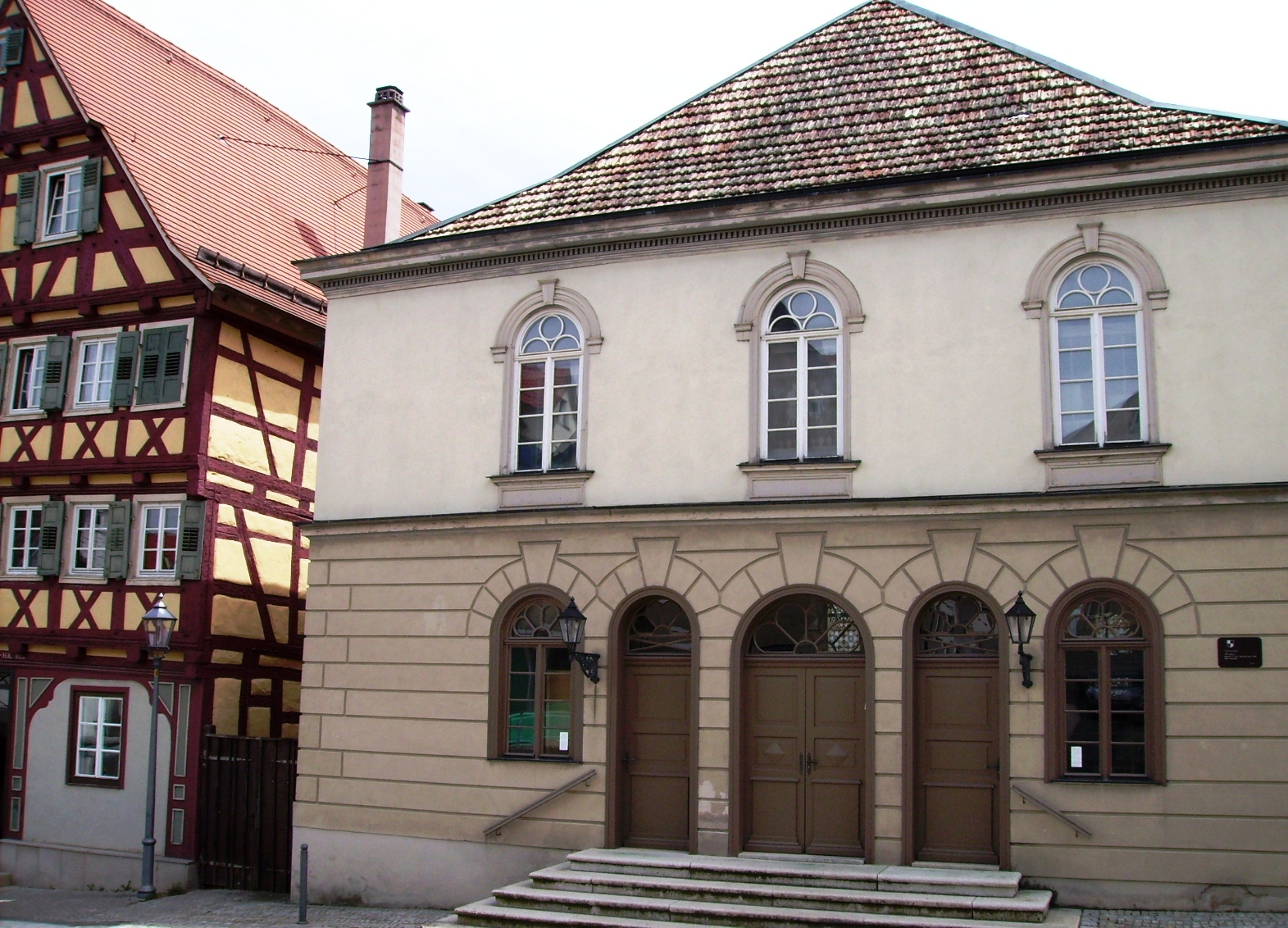
Synagoge in Hechingen

Die Synagoge in Hechingen im Zollernalbkreis (Baden-Württemberg) wurde von der jüdischen Gemeinde im Jahre 1767 in der Goldschmiedstraße errichtet und war Nachfolgebau eines im Jahre 1742 von der jüdischen Gemeinde Hechingen gekauften Gebäudes, das ebenfalls als Synagoge verwendet worden war.
Der Synagoge wurde von der Denkmalstiftung Baden-Württemberg zum „Denkmal des Monats Juni 2020“ ernannt.

## Baugeschichte

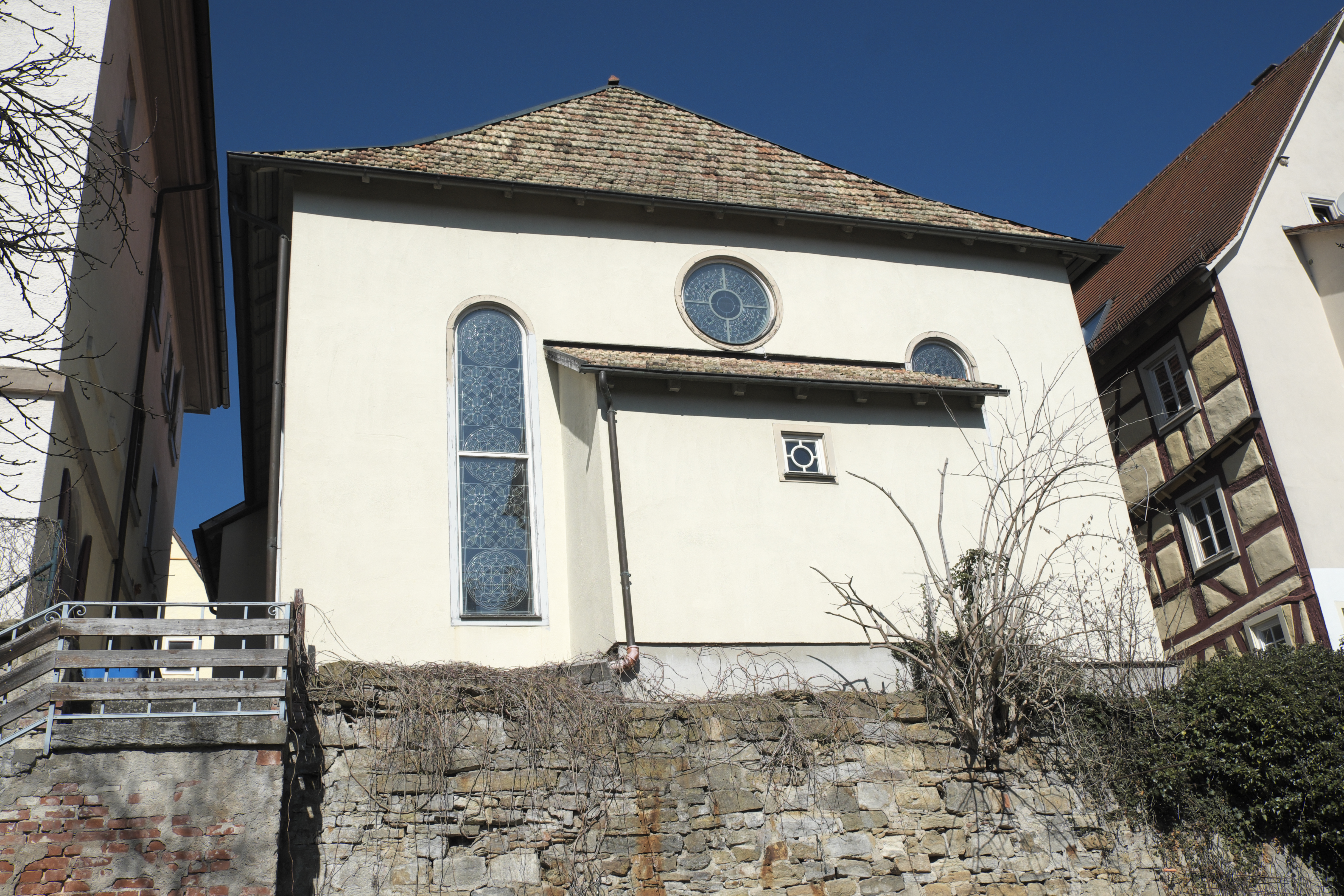
Ostseite der Synagoge mit Toraschrein

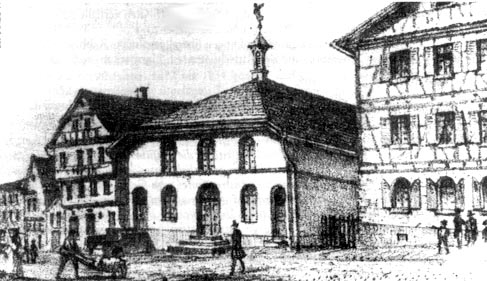
Ansicht der Synagoge (undatiert, zwischen 1852 und 1881); Lithographie

360°-Ansicht des Innenraums

In Hechingen bekannte sich in der ersten Hälfte des 19. Jahrhunderts fast ein Viertel der damaligen Stadtbevölkerung zum jüdischen Glauben. Dies waren um 1845 über 800 jüdische Bewohner. Von den Hechinger Juden waren einige Familien sehr wohlhabend geworden. Deshalb entstand in der zweiten Hälfte des 18. Jahrhunderts das Bedürfnis nach einer großen und repräsentativen Synagoge. Zunächst war das Haus, in dem sich der Betsaal befand, gemietet. Um 1742 ist das Gebäude von der jüdischen Gemeinde gekauft worden. Ein weitgehender Umbau, der einem Neubau gleichkam, erfolgte von 1765 bis 1767. Für den Kantor war eine Wohnung im Gebäude berücksichtigt. Über dieser lag die damals so bezeichnete „Weiberschul“ für die weiblichen Mitglieder der Gemeinde.
Nachdem die jüdische Gemeinde weiter anwuchs und die Stiftssynagoge im Lehrhaus der Hoffaktoren-Familie Kaulla in der „Münz“ aufgehoben worden war, wurde der Versammlungsraum der Synagoge in der Goldschmiedstraße zu klein. Deshalb kam es in den Jahren 1850 bis 1852 zu weiteren größeren Umbauarbeiten. Die Wohnung des Kantors war entbehrlich geworden, denn 1830 bis 1832 war das jüdische Schul- und Gemeindehaus gebaut worden, das eine Vorsängerwohnung enthalten hatte. So konnten zusätzliche Galerien für die Frauen geschaffen werden. In einer dritten Bauphase 1881 wurde die Fassade im Stil des Klassizismus umgestaltet.
Das Gebäude wurde in der Zeit des Nationalsozialismus schwer beschädigt. Unter der Einsatzleitung von Reutlinger SA-Führern drangen 1938 während des Novemberpogroms Hechinger SA-Männer in die Synagoge ein und verwüsteten die Inneneinrichtung sowie die Fenster und Türen.
Im Zuge eines Restitutionsverfahrens wurde das Gebäude 1950 an die Israelitische Kultusvereinigung in Stuttgart übergeben. Diese verkaufte es 1952 an einen örtlichen Glasermeister, dieser an einen weiteren Besitzer, der die ehemalige Synagoge bis 1982 ebenfalls für Lagerzwecke nutzte. Sie drohte zu verfallen.
Das Gebäude wurde aufgrund der „Initiative Hechinger Synagoge“ einschließlich der aufwändigen Wandmalereien gerettet, umfassend restauriert und wird seit 1986 für kulturelle Veranstaltungen genutzt, die die „Initiative Alte Synagoge Hechingen“ organisiert. Neben der hebräischen Inschrift im Hängezwickel vorne links ließ man bei der Renovierung eine Fläche mit früherer Ausmalung frei. Diese frühere Farbschicht lässt eine barocke Ausmalung mit floralen Mustern aus der Erbauerzeit erkennen.

## Gestaltung

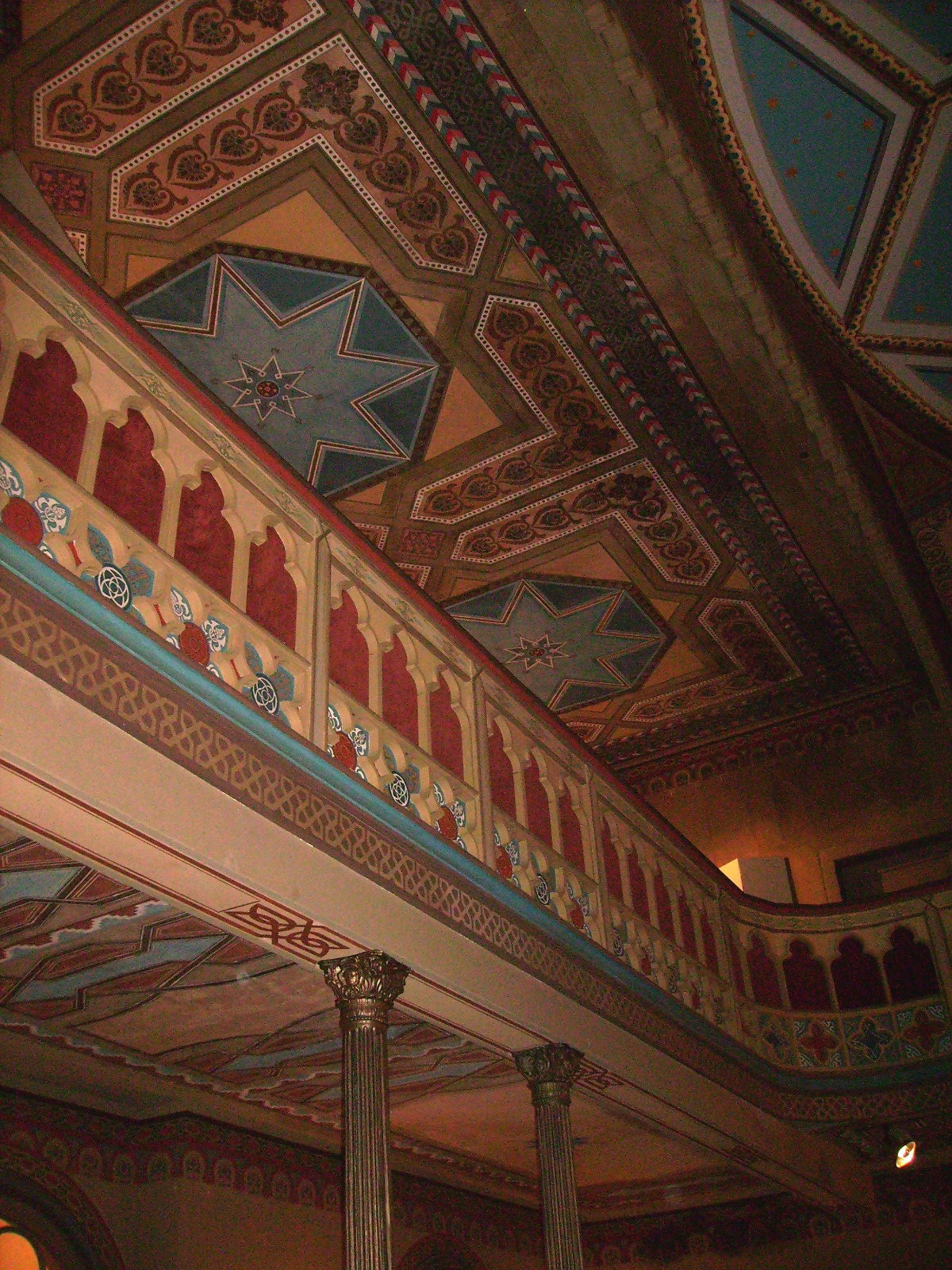
Empore

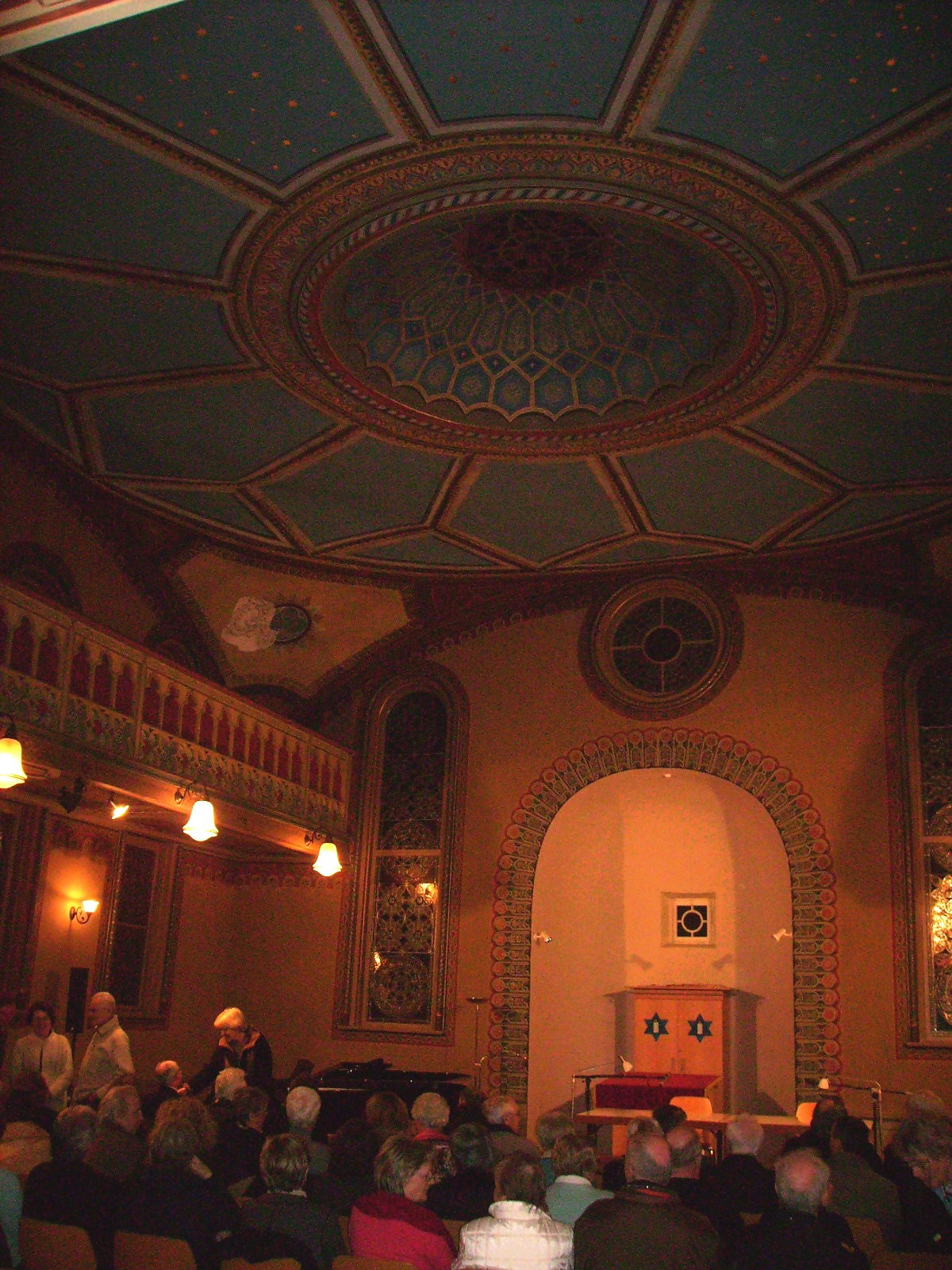
Innenraum

Die Synagoge erhielt bei der Renovierung wieder eine spätklassizistische Front mit Quaderimitationen am Sockelteil. Das Innere wird durch Wandmalereien aus der Zeit des Historismus geschmückt, welche mit Schablonen hergestellt worden sind. In der Art einer Empore besteht eine umlaufende Galerie, die während des Gottesdienstes für Frauen vorgesehen war. Nach oben wird der Innenraum von einer Flachkuppel abgeschlossen.
Heute befindet sich eine ständige Ausstellung zur Geschichte der Hechinger Juden auf der Empore.

## Umgebung
Die Goldschmiedstraße liegt in dem engen und verwinkelten Gebiet der Hechinger Altstadt hinter der Stiftskirche. Das Gebäude Goldschmiedstraße 20, die Synagoge, ist in eine enge bis geschlossene Bebauung eingefügt. Dieser Umstand ist der Grund, weshalb die Synagoge in der Pogromnacht nicht abgebrannt wurde.

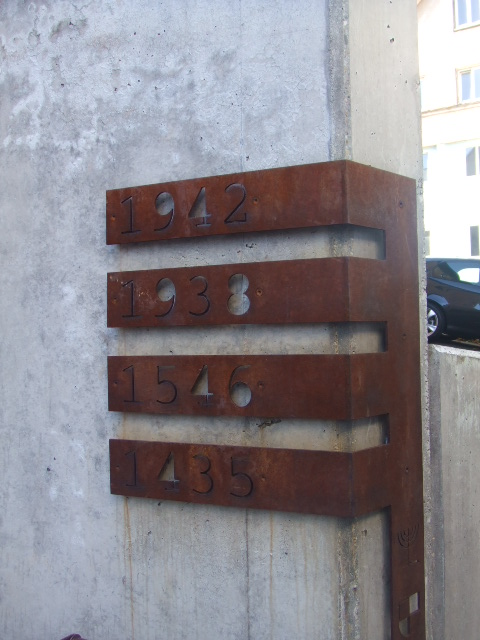
Vier Jahreszahlen am Gedenkort Synagogenstraße

 2001 schuf die Stadt Hechingen den Gedenkort Synagogenstraße. Er besteht aus einem Stahlband mit der letzten Strophe aus Hyperions Schicksalslied von Friedrich Hölderlin und einer Betonmauer mit vier für die Geschichte der jüdischen Gemeinde Hechingen relevanten Jahreszahlen.